# Faustina Maratti
Faustina Maratti, o Faustina Maratta, nota anche in Arcadia col nome di Aglauro Cidonia (Roma, 1682 circa – Roma, 9 gennaio 1745), è stata una poetessa italiana.

## Biografia
Figlia naturale del pittore Carlo Maratta, nacque a Roma attorno al 1682 e non al 1679, come ancora indicato da bibliografia ormai superata. Il padre poté sposare la madre Francesca Gommi (1660 - 9 giugno 1711) solo nel 1698, dopo che divenne vedovo della seconda moglie Francesca Trulli.
Ricevette fin da fanciulla una buona educazione umanistica studiando fra l'altro musica, arti figurative e, soprattutto, poesia.
Molto avvenente, attirò l'attenzione di Giangiorgio Sforza Cesarini, figlio cadetto di Federico Sforza di Santa Fiora, duca di Genzano, la località dei Castelli Romani in cui Carlo Maratta si era ritirato. Il rifiuto delle profferte amorose dello Sforza Cesarini, da parte di Faustina, spinsero il giovane duca, nel maggio del 1703, a tentare di rapirla mentre la ragazza stava andando a messa in compagnia della madre e di alcune domestiche. La ragazza riuscì a sfuggire all'agguato, ma le rimase una cicatrice sulla tempia sinistra. Il duca venne condannato a una lunga pena detentiva, a cui sfuggì riparando dapprima a Napoli e poi in Spagna, dove morì nel 1719. Nel 1715, a Roma, per desiderio di Papa Clemente XI, il Dott. Buonafede Vitali, soprannominato l'Anonimo, operò un reintervento chirurgico per porre riparo alla deturpante ferita. Che col tempo la poetessa potesse aver magnanimamente perdonato, lo attesterebbe la chiusa di un suo noto sonetto: così del volgo reo vendetta face, / chi piena l'alma d'onorato orgoglio, / s'en passa altier sopra l'offesa, e tace.
Considerata suo malgrado un'eroina, nel 1704 la giovane poetessa fu accolta nell'Accademia dell'Arcadia dove ricevette il nome di Aglauro Cidonia. Nell'Arcadia conobbe il poeta Giambattista Felice Zappi, un avvocato originario di Imola e poeta molto rinomato, che Faustina sposò nel 1705 e col quale visse felicemente. La casa degli Zappi divenne un centro di rinomate riunioni artistiche; fra i frequentatori del loro salotto basterà ricordare Georg Friedrich Händel, Domenico Scarlatti, Giovanni Vincenzo Gravina e Giovanni Mario Crescimbeni. Dal matrimonio nacquero tre figli: Livia (28 marzo 1706, moglie dal 1730 di Niccolò Guidiccioni di Lucca), Luigi (22 novembre 1707) e Rinaldo (12 marzo 1709; morirà due anni dopo). Nel 1719 rimase vedova, e rifiutò di risposarsi.
Nel 1728 un giovane di Albano, tale Francesco, la citò in giudizio dichiarando di essere figlio naturale suo e del duca Giangiorgio Sforza Cesarini. Il processo durò a lungo. Faustina riuscì a discolparsi dall'accusa; morì nel 1745, poco tempo dopo essere riuscita a provare la sua estraneità al fatto, e pochi giorni dopo le nozze del figlio Luigi. È sepolta nella chiesa di San Carlo alle Quattro Fontane.

## Opere
Il Canzoniere di Faustina Maratti (o Aglauro Cidonia) comprende soli 38 sonetti che vennero pubblicati, assieme ai versi del marito, la prima volta nel 1723 nella raccolta Rime di Giovanni Battista Felice Zappi e di Faustina Maratti, sua consorte, aggiuntevi altre poesie de' più celebri dell'Arcadia di Roma. Si tratta di sonetti in stile petrarchesco, formalmente eleganti ed equilibrati secondo i canoni del teorico Giovanni Mario Crescimbeni. I sonetti giovanili avevano per soggetto grandi figure femminili della romanità (Veturia, Tuzia, Porzia, Lucrezia), e traevano spesso ispirazione dai dipinti del padre Carlo Maratta. Molto più sentite appaiono le rime dell'età matura che cantano, con stile misurato, gli affetti familiari o il dolore per la morte del figlioletto Rinaldo.
Sono noti alcuni componimenti rimasti inediti durante la vita di Faustina: 5 sonetti e una epistoletta pubblicati nella quindicesima edizione delle rime dei coniugi Zappi; l'epistoletta testimonia come la Maratti non scrivesse soltanto sonetti.